# Версаль
Верса́ль (фр. Château de Versailles [ʃɑto d(ə) vɛʁsɑj]) — дворцово-парковый ансамбль во Франции, бывшая резиденция французских королей в городе Версаль, ныне являющемся пригородом Парижа; центр туризма мирового значения.
Версаль сооружали многие выдающиеся французские художники — архитекторы, скульпторы и живописцы — по велению «короля-солнца» Людовика XIV с 1661 года, и этот ансамбль стал выдающимся памятником эпохи «большого стиля», «золотого века» французского искусства второй половины XVII столетия. Ведущие архитекторы — Луи Лево и Жюль Ардуэн-Мансар, создатель парка — Андре Ленотр. Ансамбль Версаля, крупнейший в Европе, отличается уникальной целостностью замысла и гармонией архитектурных форм и преобразованного природного ландшафта. С конца XVII века Версаль служил образцом для парадных загородных резиденций европейских монархов и аристократии.
С 1682 по 1789 годы, до Великой французской революции, Версаль являлся официальной королевской резиденцией. В 1801 году получил статус музея и открыт для публики; с 1830 года музеем стал весь архитектурный комплекс Версаля; в 1837 году в королевском дворце открылся Музей истории Франции. В 1979 году Версальский дворец и парк включены в список всемирного культурного наследия ЮНЕСКО.
С Версалем связано множество значимых событий французской и мировой истории. Так, в XVIII веке королевская резиденция стала местом подписания многих международных договоров, в том числе договора, завершившего Войну за независимость США в 1783 году. В 1789 году работавшее в Версале Учредительное собрание приняло Декларацию прав человека и гражданина. В 1871 году, после поражения Франции во Франко-прусской войне, в Версале, оккупированном германскими войсками, было провозглашено создание Германской империи. Здесь же в 1919 году был подписан мирный договор, завершивший Первую мировую войну и положивший начало так называемой Версальской системе — политической системе послевоенных международных отношений.

## Строительство

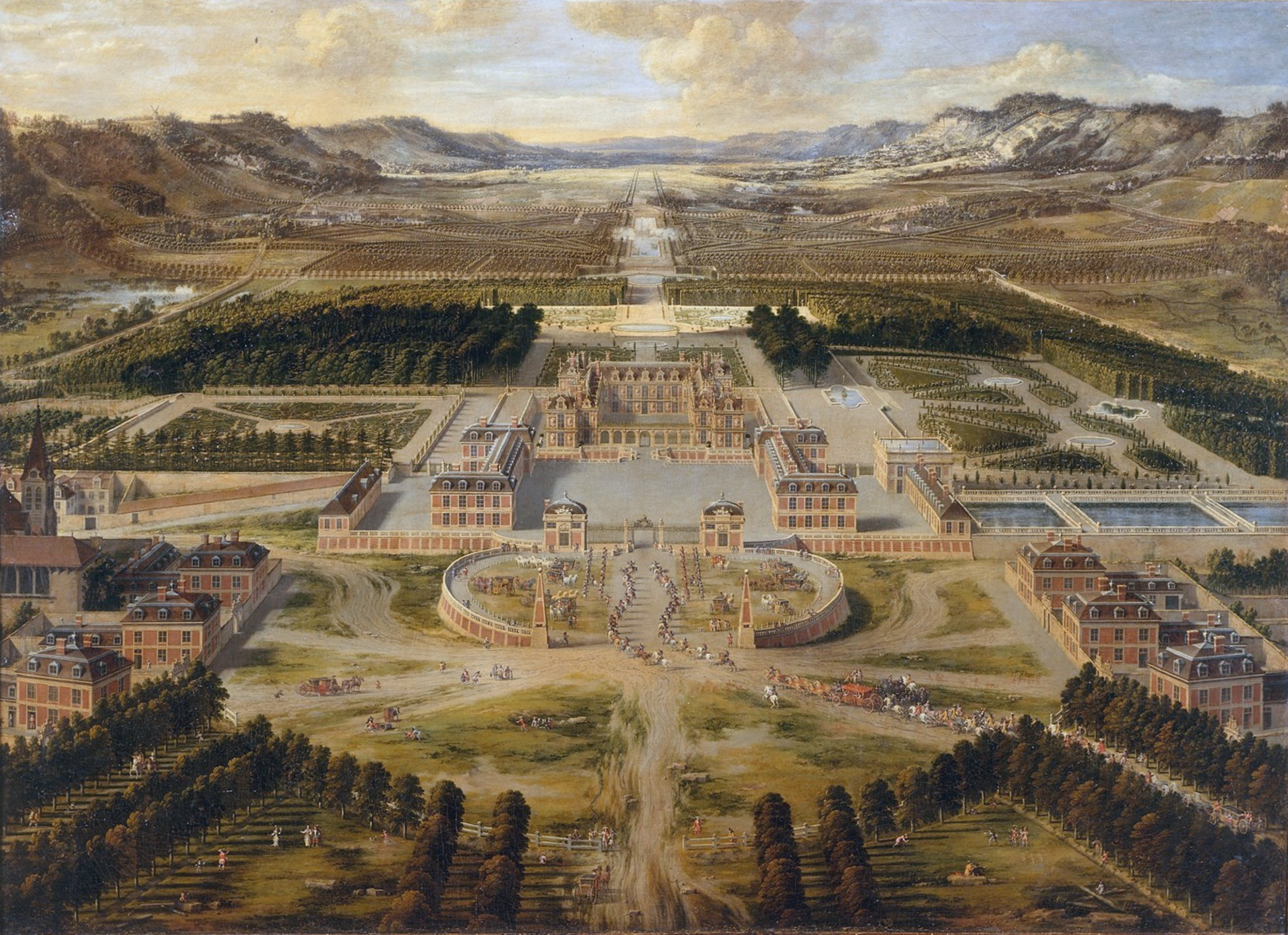
Пьер Патель. Версальский дворец. 1668. Холст, масло. Музей истории Франции, Версаль

### Охотничий замок
История Версальского дворца начинается в 1623 году со скромного охотничьего замка наподобие феодального, возведённого по желанию Людовика XIII из кирпича, камня и кровельного сланца на территории, купленной у Жана де Суази (Jean de Soisy), чья семья владела землями с XIV века. Охотничий замок находился в том месте, где сейчас располагается Мраморный двор. Его размеры были 24 на 6 метров. В 1632 году территория была расширена за счёт покупки Версальского поместья у архиепископа Парижского Жан-Франсуа де Гонди, и была предпринята двухлетняя перестройка.

### Людовик XIII
В 1624—1631 годах по распоряжению Людовика XIII архитектор Жак Лемерсье вместе с архитектором Филибером Леруа перестраивал Охотничий замок в официальную загородную резиденцию короля. Он оформил новый, восточный фасад дворца в типичном стиле Людовика XIII — раннего французского классицизма, сохраняющего традиции французской ренессансно-готической архитектуры предыдущей эпохи. Небольшой внутренний двор — курдонёр (фр. cour d'honneur — «почётный двор») — позднее Луи Лево окружил боковыми корпусами. Название возникло от мощения двора разноцветными мраморными плитами. Фасад дворца с двуцветной окраской, характерными высокими «французскими окнами» с мелкой расстекловкой, высокими скатами кровли с люкарнами, балюстрадой и скульптурой представляет собой характерный пример стиля Людовика XIII.
В садах Версаля находилось ещё одно сооружение эпохи Людовика XIII — «фарфоровый павильон», построенный Лево. Название возникло от облицовки стен павильона фаянсовыми плитками с росписью синим кобальтом, в подражание знаменитым делфтским фаянсам. Позднее, в 1687—1688 годах, павильон был значительно перестроен в «Большой», или «Мраморный», Трианон (по названию располагавшейся рядом деревни).

### Людовик XIV
С 1661 года «король-солнце» Людовик XIV приказал расширить Большой дворец в Версале, чтобы использовать его как свою постоянную резиденцию, поскольку после восстания Фронды проживание в Лувре казалось ему небезопасным. Архитекторы Андре Ленотр и Шарль Лебрен обновили и расширили дворец в «большом стиле», соединяющем элементы классицизма и барокко. В 1668—1670 годах Лево окружил Мраморный двор, созданный в предыдущую эпоху (1624—1631) Жаком Лемерсье и Филибером Леруа, новыми корпусами.
В 1670 году, после смерти Лево, руководство всеми строительными работами в Версале перешло к Жюлю Ардуэну-Мансару. Его роль ещё более возросла в 1690 году, после кончины Лебрена. В 1678—1687 годах Ардуэн-Мансар приступил к перестройке «Конверта» дворца, созданного Лево. Он пристроил два протяжённых симметричных корпуса (северное и южное крыло) к фасаду дворца со стороны парка, после чего общая длина фасада составила 670 метров. Фасады наглядно демонстрируют принципы «большого стиля», соединяющего элементы классицизма и барокко. Они расчленены по горизонтали карнизами на три этажа — горизонтали рифмуются с просторами партерного парка. Нижний этаж подчёркнут лёгким «французским» рустом (без вертикальных швов); второй — огромными «французскими» окнами, пилястрами и сдвоенными колонными выступающих ризалитов, что привносит в композицию барочную напряжённость. Балюстрада на кровле с чередующимися арматурами и вазонами с устремлёнными в небо каменными языками пламени создаёт барочное ощущение зыбкости, динамичности. Триадность (центральный корпус и два боковых, три этажа и три ризалита на каждом), напротив, подчёркивают классицистическую основу.
Интерьер второго этажа вдоль всего фасада центрального корпуса со стороны парка занимает Большая, или Зеркальная, галерея (Galerie des Glaces), протянувшаяся на 73 м, — выдающееся творение Ардуэн-Мансара. Ранее на этом месте находилась открытая терраса. Росписи сводов, лепной декор и идея оформления противоположной от окон стены зеркалами принадлежат первому живописцу короля Шарлю Лебрену. Заканчивал оформление Ардуэн-Мансар. Вместе с фланкирующими залами Войны и Мира (оформление последнего будет завершено уже при Людовике XV) галерея соединила Большие апартаменты (фр. Grand appartements) короля с покоями королевы, став апофеозом «большого стиля» Людовика XIV. При оформлении пространства Зеркальной галереи Ардуэн-Мансар отталкивался от созданной им ранее галереи замка Кланьи и Галереи Аполлона, созданной Лево и Лебреном в Лувре. Схема завершения галереи квадратными залами с открытыми проходными арками использовалась в Сен-Клу, резиденции герцога Филиппа Орлеанского.
Ранее в галерее находилась мебель из литого серебра, позднее она была утрачена. Но и в наше время интерьер галереи впечатляет роскошью отделки. Кроме неё заслуживают упоминания также Галерея битв, Королевская капелла и Королевская опера.
Большой Трианон (фр. Le Grand Trianon), ранее «Мраморный Трианон» — дворец, построенный в 1687—1688 годах по проекту Ардуэн-Мансара на территории Версальского парка на месте старого «фарфорового трианона» постройки Лево (Трианоном называлась ранее расположенная на этом месте деревня). Новый павильон построен в виде перистиля со сдвоенными колоннами розового мрамора ионического ордера. Мраморный пол выложен в косую клетку, стены и пилястры также облицованы розовым мрамором. Боковые павильоны использовали для отдыха и тайных встреч.

### Людовик XV
После смерти в 1715 году Людовика XIV пятилетний король Людовик XV, его двор, а также Регентский совет Филиппа Орлеанского вернулись в Париж. Русский царь Пётр I во время своего визита во Францию останавливался в мае 1717 года в Большом Трианоне. 44-летний царь во время нахождения в Версале изучал устройство дворца и парков, которые послужили ему источником вдохновения при создании Петергофа на берегу Финского залива под Санкт-Петербургом (Verlet, 1985).

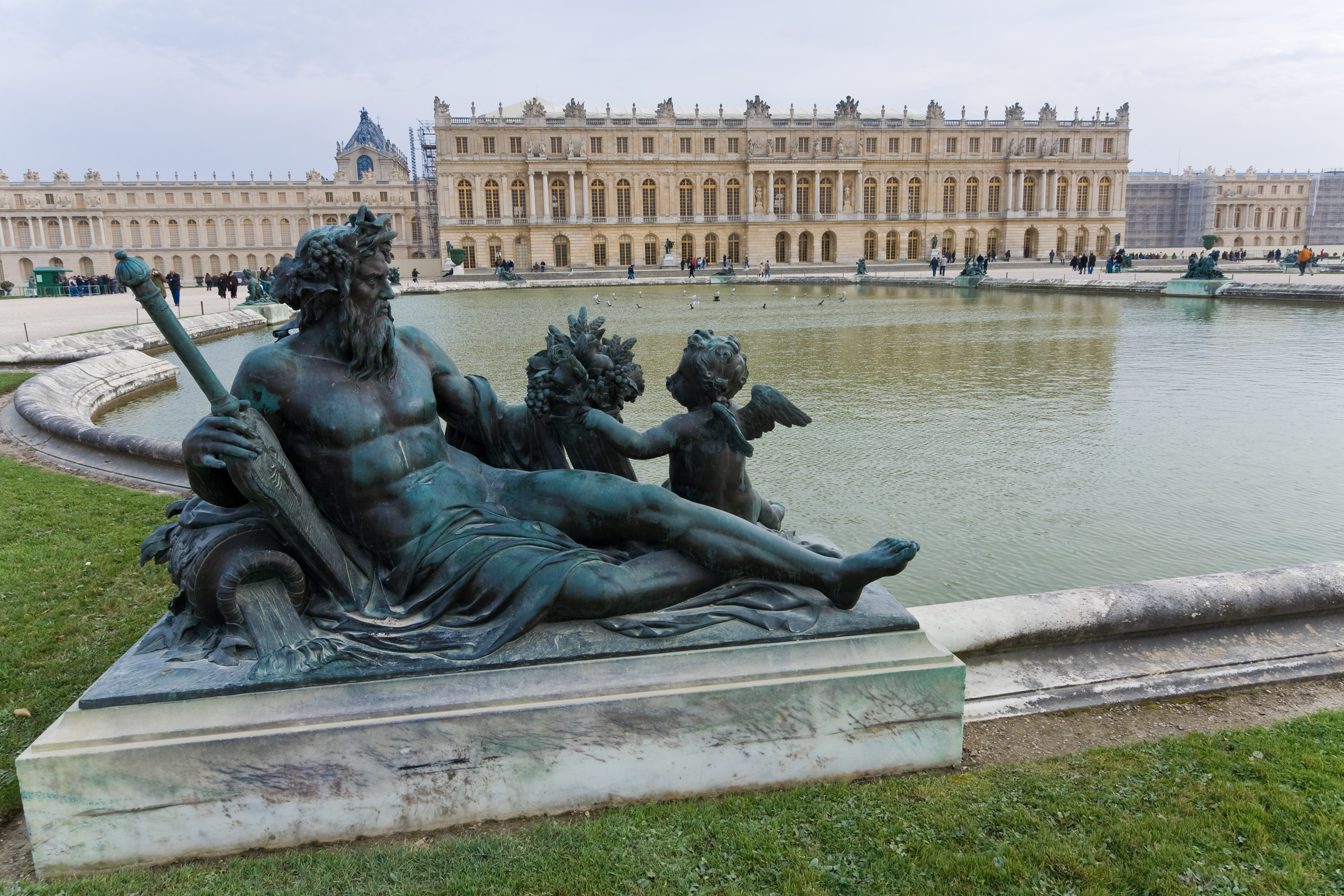
Вид на дворец из парка

Версаль менялся во времена правления Людовика XV, но не столь масштабно, как это было при Людовике XIV. В 1722 году король и его двор вернулись в Версаль, и первым проектом стало завершение Салона Геркулеса, сооружение которого было начато в последние годы правления Людовика XIV, но не закончено из-за смерти последнего.
Существенным вкладом Людовика XV в развитие Версаля признаны Малые апартаменты Короля; Покои Мадам, Покои Дофина и его супруги на первом этаже дворца, а также личные покои Людовика XV — Малые апартаменты Короля на втором этаже (позже перестроенные в Апартаменты мадам Дюбарри) и Малые апартаменты Короля на третьем этаже. Главным достижением Людовика XV в развитии Версаля стало завершение сооружения Зала Оперы и Дворца Малый Трианон (Verlet, 1985).
Не менее существенным вкладом является разрушение Лестницы Послов — единственного церемониального пути в Большие Королевские покои. Это было сделано для сооружения апартаментов дочерей Людовика XV.
Существенных изменений по сравнению с временами Людовика XIV в Парке не произошло; единственным наследством Людовика XV в парках Версаля является завершение сооружения Бассейна Нептуна между 1738 и 1741 годами (Verlet, 1985). В последние годы своего правления Людовик XV, по совету архитектора Габриэля, начал реконструкцию фасадов внутренних дворов Дворца. По другому проекту, Дворец должен был получить классические фасады с городской стороны. Этот проект Людовика XV продолжался также все время правления Людовика XVI и был завершён только в XX веке (Verlet, 1985).

### Стоимость

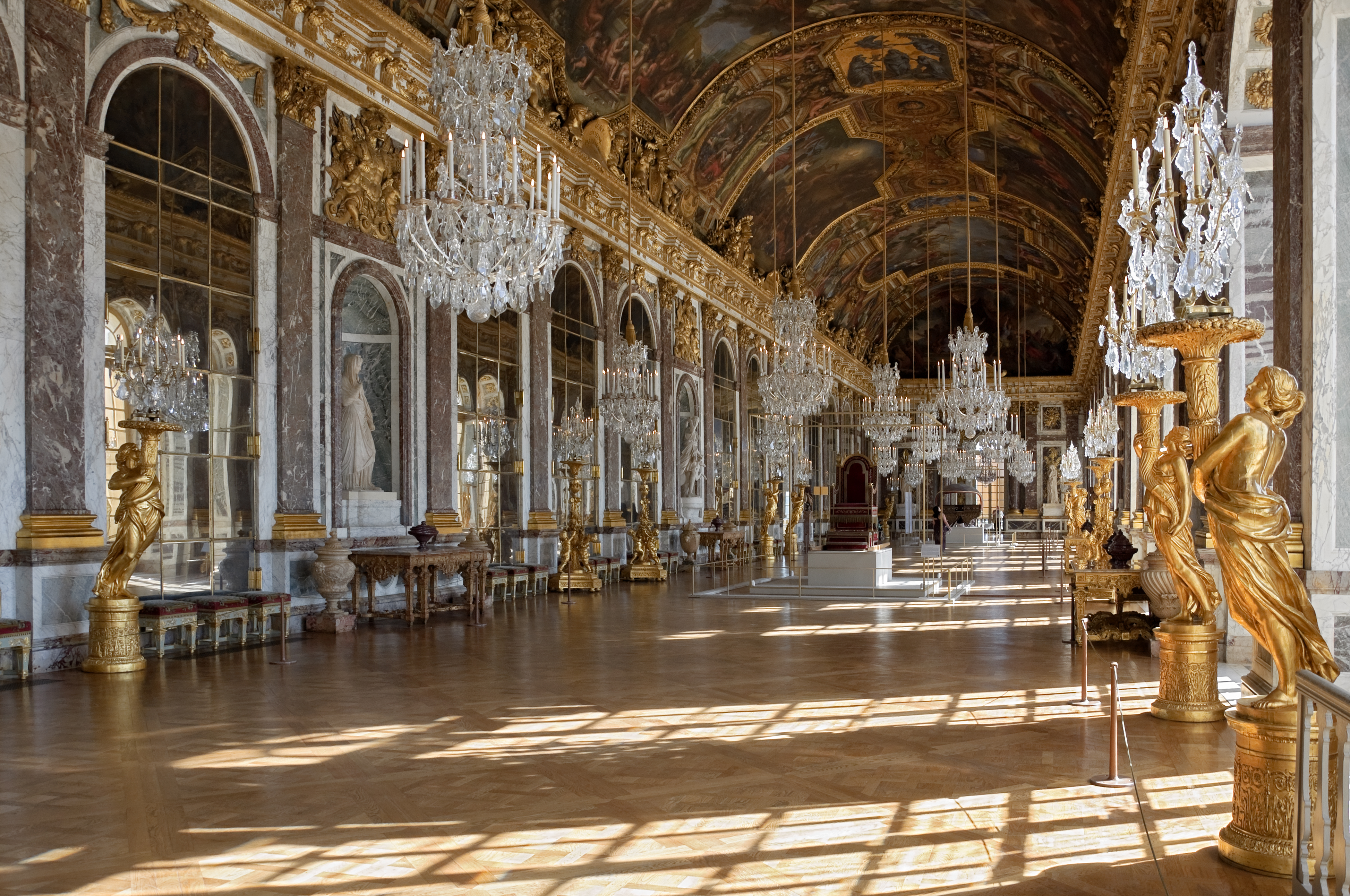
Зеркальная галерея

Все счета, связанные со строительством дворца, сохранились до нашего времени. Сумма, учитывающая все расходы, составляет 25 725 836 ливров (1 ливр соответствовал 409 г серебра). Ставя расходы на построение дворца в соотношение с государственным бюджетом Франции в XVII веке, получается современная сумма в 259,56 миллиардов евро. Почти половина этой суммы израсходована на создание внутренней отделки. Лучшие мастера эпохи Жакоб, Жан Жозеф Шапюи создавали роскошные буазери. Эти расходы распределились на 50 лет, в течение которых шло строительство Версальского дворца, завершённого в 1710 году.
Участок будущей постройки потребовал проведения земельных работ в огромном объёме. Рекрутирование рабочих с окрестных деревень проходило с большим трудом. Крестьян принуждали становиться «строителями». Чтобы увеличить число рабочих на строительстве дворца, король запретил всё частное строительство в окрестностях. Рабочих часто завозили из Нормандии и Фландрии. Почти все заказы велись через тендеры; расходы исполнителей, превышающие изначально названные, не оплачивались. В мирные времена к строительству дворца привлекалась и армия. Министр финансов Жан-Батист Кольбер следил за экономностью. Принудительное присутствие аристократии при дворе было дополнительной мерой предосторожности со стороны Людовика XIV, обеспечивавшего себе таким образом полный контроль над деятельностью аристократии. Только при дворе было возможно получить чины или посты, а кто уезжал, терял свои привилегии.

## Парк

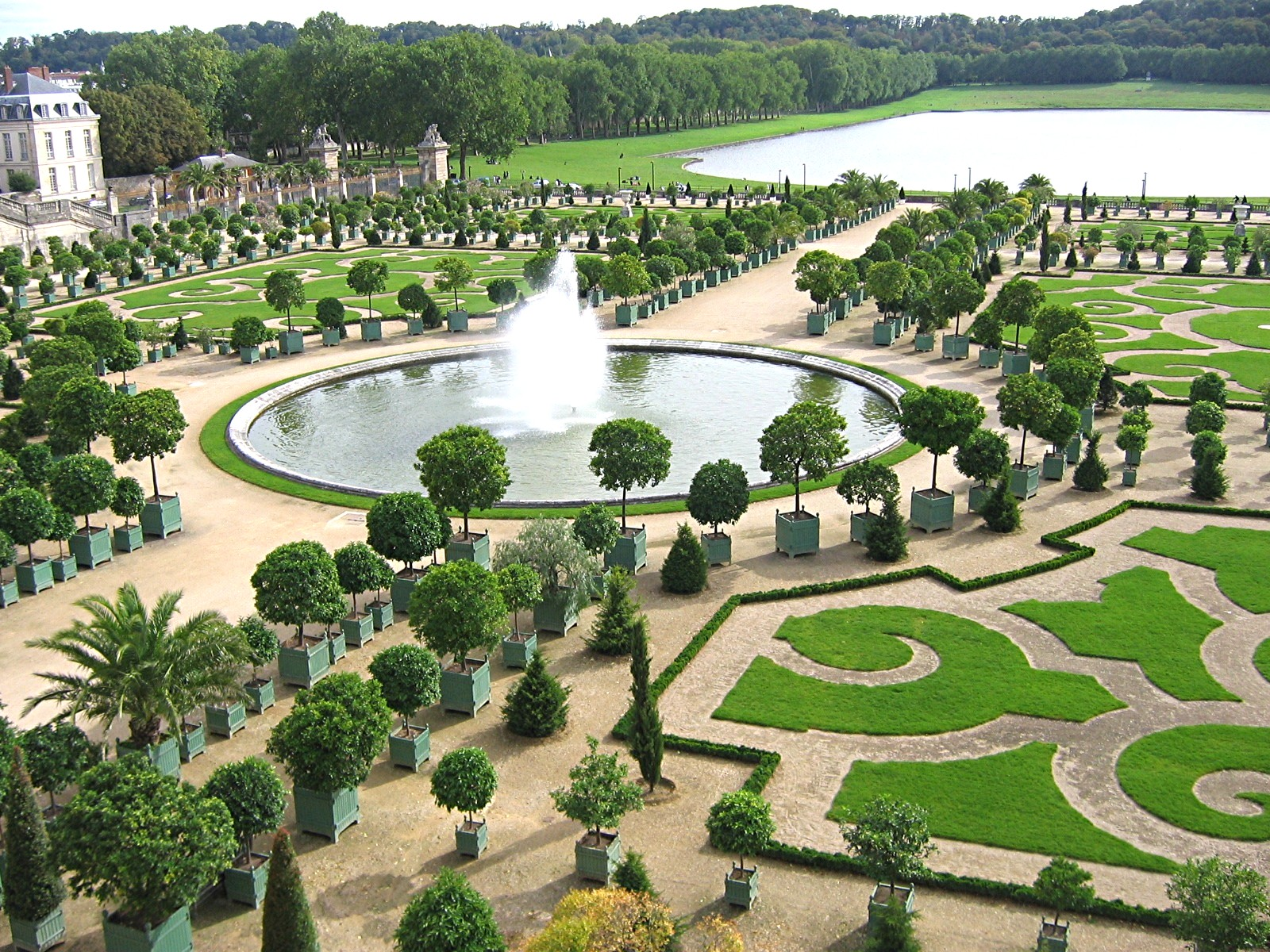
Партер перед оранжереей

Регулярный парк Версальского дворца — один из самых крупных и значимых в Европе. Он состоит из множества террас, которые понижаются по мере удаления от дворца. Клумбы, газоны, оранжерея, бассейны, фонтаны, а также многочисленные скульптуры представляют собой продолжение дворцовой архитектуры. В версальском парке также расположены несколько небольших дворцеобразных сооружений, например, Малый Трианон, Большой Трианон, Французский павильон (салон для игр) и тому подобное.

## История
Вокруг дворца постепенно возник город, в котором селились ремесленники, снабжавшие королевский двор. В Версальском дворце также жили Людовик XV и Людовик XVI. За это время население Версаля и прилегающего города достигло 100 тысяч человек, однако оно быстро сократилось после того, как король был вынужден переселиться в Париж.

### Эпоха Французской революции и Первой империи Наполеона

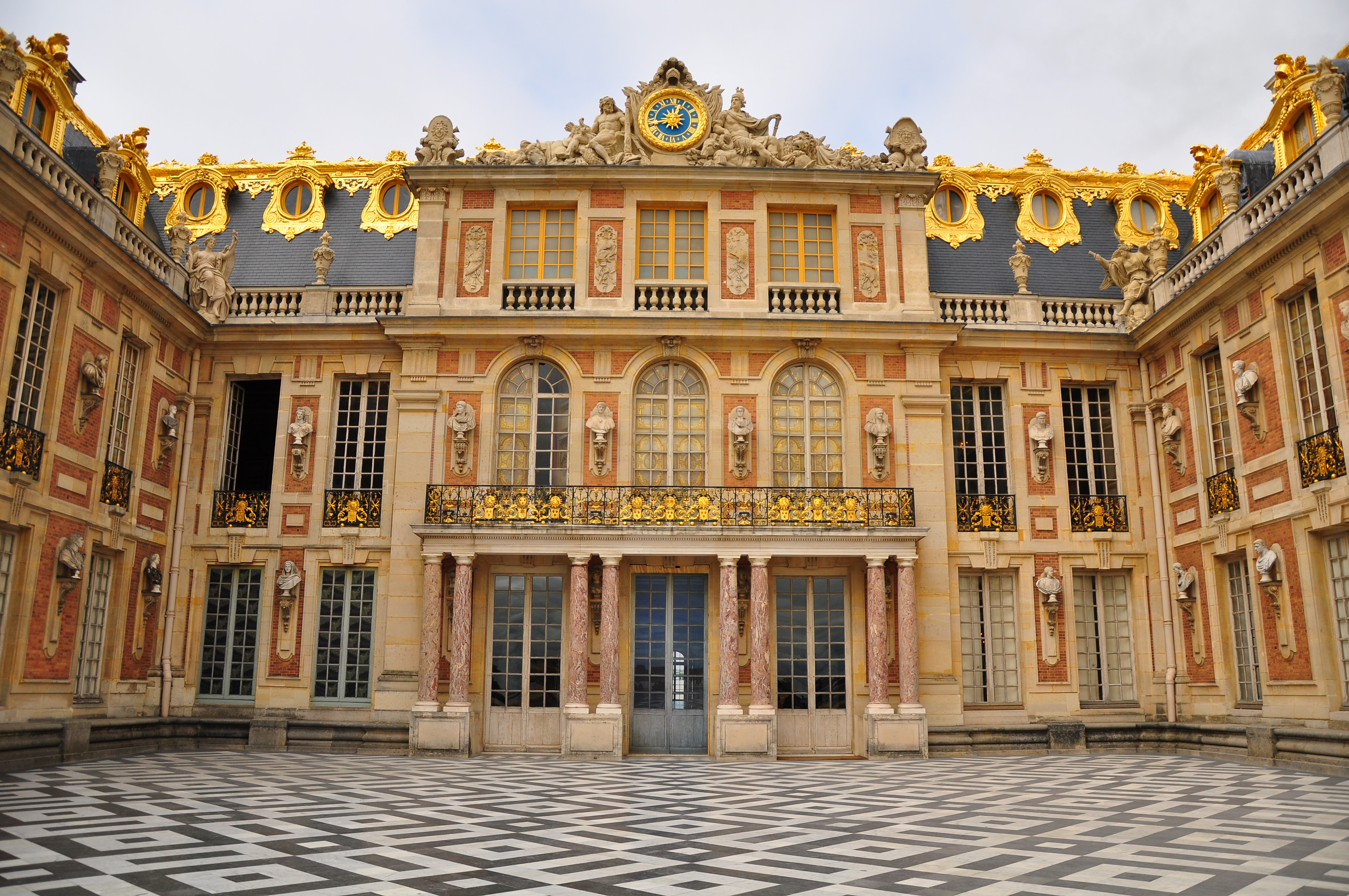
Мраморный двор Версальского дворца

5 мая 1789 года в Версальском дворце собрались представители дворянства, духовенства и буржуазии. После того как король, которому по закону давалось право собирать и распускать подобные мероприятия, по политическим причинам закрыл заседание, депутаты от буржуазии объявили себя Национальным собранием и удалились в Бальный дом. После 1789 года содержать Версальский дворец удавалось лишь с трудом.
5-6 октября 1789 года сначала толпа из парижских предместий, а затем национальная гвардия под командованием Лафайета явились в Версаль с требованием, чтобы король и его семья, а также Национальное собрание, переехали в Париж. Подчиняясь силовому давлению, Людовик XVI, Мария-Антуанетта, их родственники и депутаты переехали в столицу. После этого значение Версаля как административного и политического центра Франции снизилось и в дальнейшем не восстанавливалось. В 1799 году к власти во Франции приходит Наполеон Бонапарт, который берёт Версаль под свою защиту. В 1805 году Версаль посещает папа римский Пий VII. В 1806 году император Наполеон I приказывает французскому архитектору Жаку Гондуэну начать разработку плана восстановления Версаля. Он предложил два проекта по перестройке и реставрации дворца, но оба они не были поддержаны императором. В 1808 году начинается реставрация Версальского дворца: восстанавливаются золотые панели, зеркала, перевозится мебель из Лувра и Фонтенбло. Также императору в 1811—1812 гг. были представлены различные планы строительства в Версале, но осуществить их не удалось, так как Первая империя рухнула в 1814—1815 гг. и к власти вновь пришла династия Бурбонов.

### После Наполеона
Со времён Луи-Филиппа многие залы и помещения начали восстанавливать, а сам дворец стал выдающимся национальным историческим музеем, в котором были выставлены бюсты, портреты, картины баталий и другие произведения искусства преимущественно исторической ценности.

### Провозглашение Германской империи

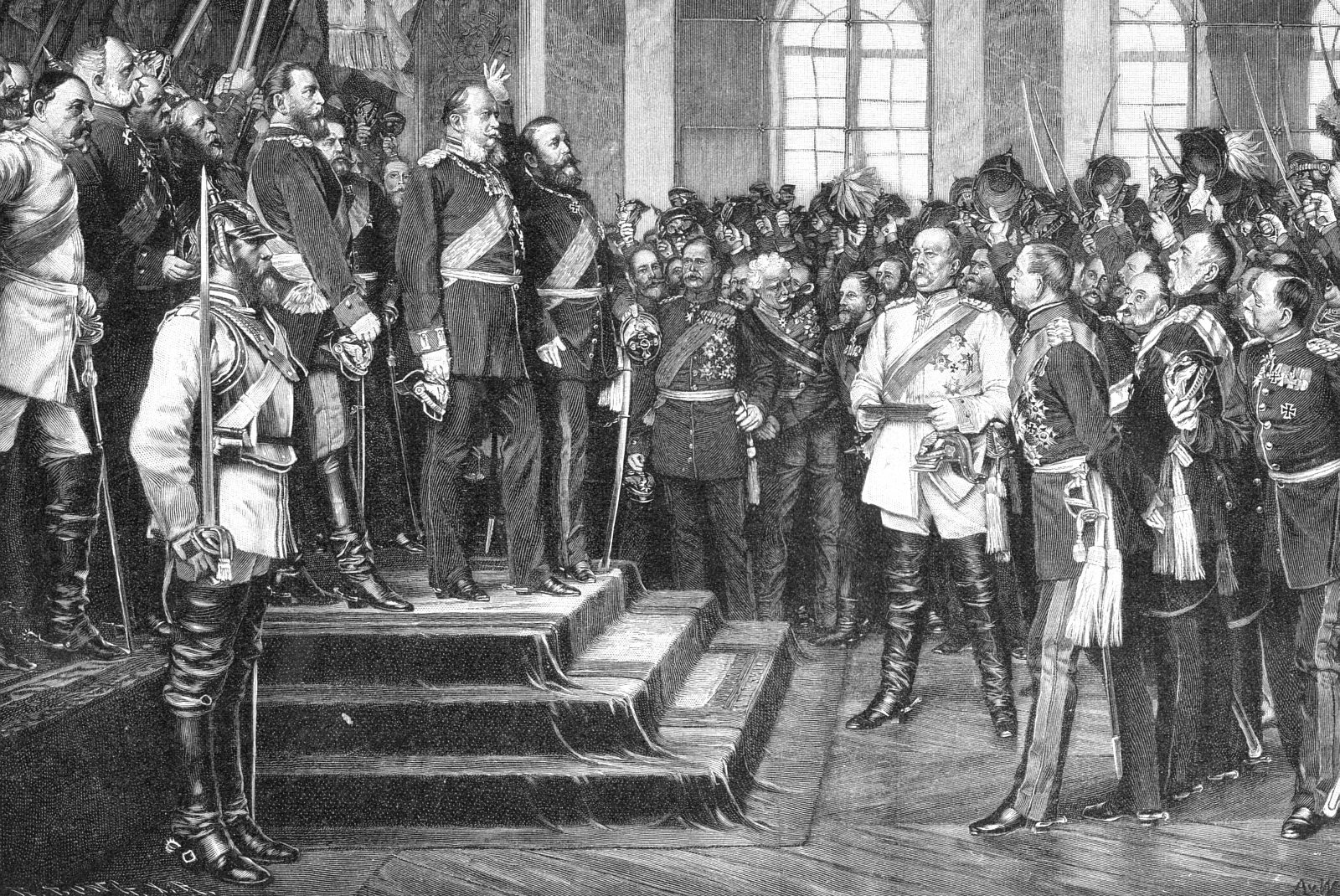
Провозглашение Германской империи в 1871 г.

Версальский дворец имел большое значение в немецко-французской истории. После поражения Франции во Франко-прусской войне он с 5 октября 1870 по 13 марта 1871 года был резиденцией главного штаба немецкой армии. 18 января 1871 года в Зеркальной галерее была провозглашена Германская империя, а её кайзером — Вильгельм I. Это место было умышленно подобрано, чтобы унизить французов.
Предварительный мирный договор с Францией был подписан месяцем позже — 26 февраля, опять же в Зеркальной галерее. В марте эвакуировавшееся французское правительство переместило столицу из Бордо в Версаль, и лишь в 1879 году снова в Париж.

### Версальский договор
В конце Первой мировой войны в Версальском дворце было заключено предварительное перемирие, а также Версальский договор, который побеждённая Германская империя была вынуждена подписать. На этот раз, историческое место было подобрано французами, чтобы унизить немцев.
Жёсткие условия Версальского договора (в том числе огромные контрибуционные выплаты и признание единоличной вины) легли тяжким грузом на плечи молодой Веймарской республики. Из-за этого распространены взгляды, что последствия Версальского договора были основой для будущего возникновения нацизма в Германии.

### После Второй мировой войны
После Второй мировой войны Версальский дворец стал местом немецко-французского примирения. Об этом свидетельствуют празднества по поводу 40-летнего юбилея подписания Елисейского договора, состоявшиеся в 2003 году.
В 1952 году правительство республики решает выделить на реставрацию 5 млрд франков и вновь обращается к меценатам. Вся Франция начала сбор денег на восстановление дворца, от самых богатых людей до беднейшего населения Франции. По радио раздался призыв: «Вы говорите, что Версальский дворец под угрозой разорения. Не это ли означает, что западная культура находится на грани потери одного из своих лучших драгоценных камней. Это не только шедевр искусства Франции…». Постепенно в Версаль вернулись все ценности. Также с 50-х годов начинается обязательный «ритуал»: каждый посещавший Францию глава государства должен был встретиться с президентом Франции именно в Версальском дворце. Лишь в середине 1990-х «ритуал» прекращается и встречи переносятся в Париж. В 1960-х гг. полностью был восстановлен Большой Трианон.
В 1995 году Указом № 95-463 правительство Франции объявило о создании Учреждения национального музея и имущества Версаля. Этот новый статус даёт государственному учреждению финансовую автономию и статус юридического лица. В 2010 году Указом № 2010—1367 название государственного органа меняется на Общественное учреждение национального владения и музея Версаль. Вводится должность президента Версаля, на которую Указом президента Николя Саркози от 6 июня 2007 года назначен Жан-Жак Айагон. 2 октября 2011 года на должности Президента Общественного учреждение национального владения и музея Версаль его сменила Катерина Пегард. В 1979 году Версаль включён Список объектов Всемирного наследия ЮНЕСКО, а с 2001 года входит в Ассоциацию европейских королевских резиденций.
В 2024 году в Версале рядом с дворцом проходили некоторые соревнования в рамках летних Олимпийских игр в Париже, в частности конный спорт, современное пятиборье.

## Родившиеся во дворце
В Версальском дворце родились следующие короли и члены их семей:
- Филипп V (король Испании)
- Людовик XV
- Людовик XVI
- Людовик XVIII
- Карл X

## Попытки подражания
Многие дворцы Европы были построены под несомненным влиянием Версаля. К ним относятся дворцы Сан-Суси в Потсдаме, Шёнбрунн в Вене, Большие дворцы в Петергофе и в Царском селе, Гатчине и в Рундале (Латвия), усадьба Рапти в Луге, а также другие дворцы на территории Италии, Австрии и Германии, из которых дворец Людвига II Баварского Херренкимзе представляет собой точное, но неоконченное воспроизведение оригинала.
|                 |  |               |  |               |
| Большой Трианон |  | Амо-де-ля-Рен |  | Малый Трианон |

## Документальные фильмы
- 2016 — Грязные тайны Версаля / Versailles: le propre et le sale / Versailles' Dirty Secrets (реж. Джулия Браше / Julia Bracher)

## Галерея

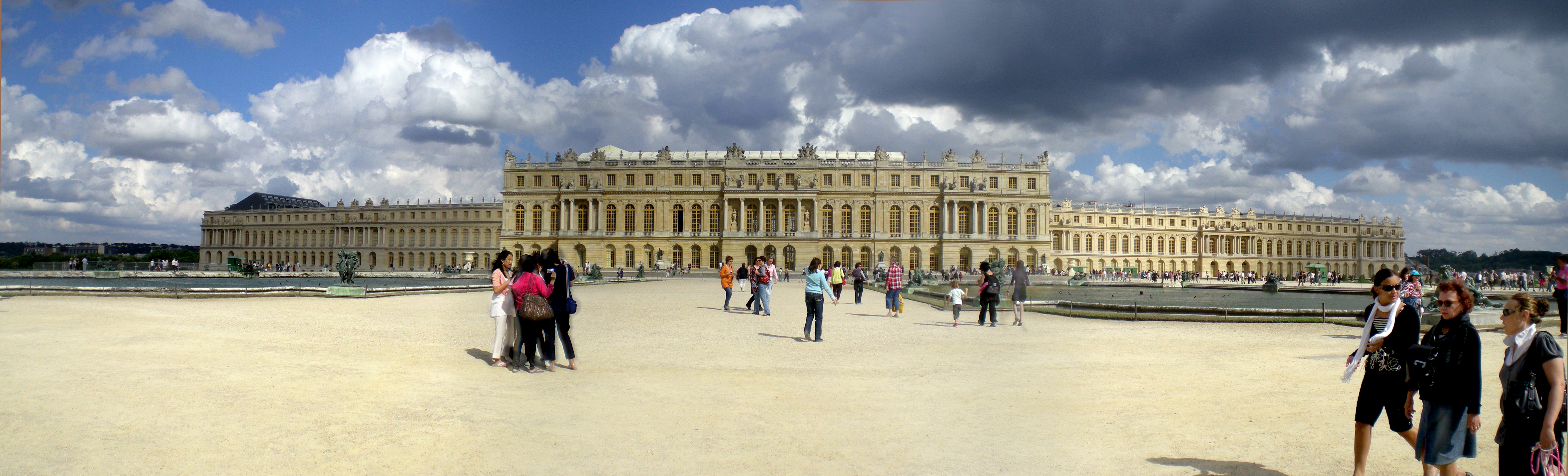
Панорамный вид из парка
Панорамный вид из города